# バンダラヤ駅
バンダラヤ駅（マレー語:Stesen Bandaraya）はマレーシアのクアラルンプールにある、ラピドKLの駅｡
アンパン線・スリ・プタリン線が乗り入れる。当駅を含むスントゥル・ティモール駅 - チャン・ソウ・リン駅の区間は、アンパン線とスリ・プタリン線が線路を共有している。駅番号はアンパン線が「AG6」、スリ・プタリン線が「SP6」である。
KTMコミューターのバンク・ネガラ駅と徒歩で乗換え可能。

## 歴史
- 1996年12月16日 - アンパン線開業。
- 1998年7月11日 - スリ・プタリン線専用区間（チャン・ソウ・リン - ブキッ・ジャリル（英語版）間）開通により、スリ・プタリン線の乗り入れ開始。共用駅となる。

## 駅構造

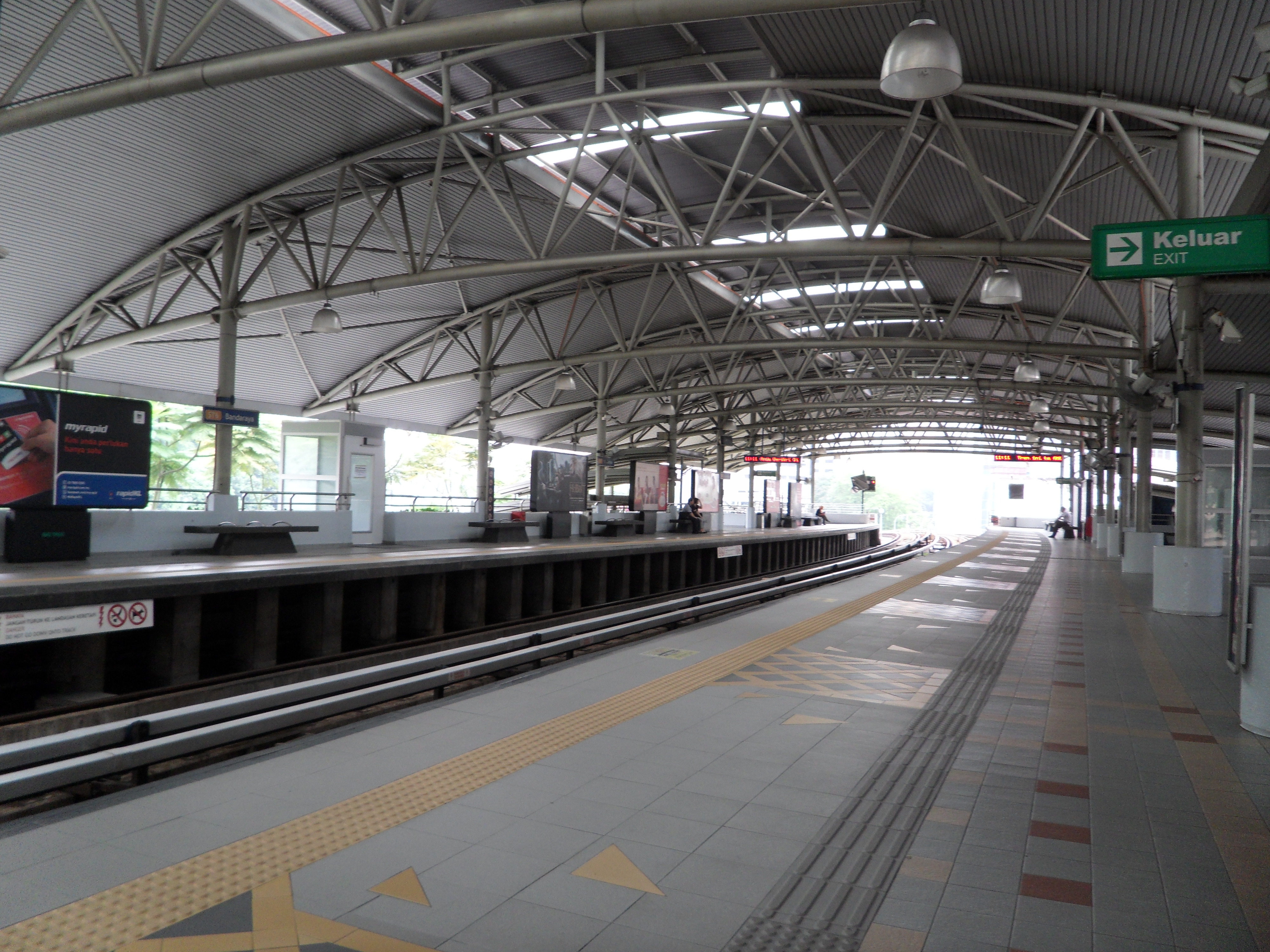
プラットホーム

ゴンパック川に沿って位置する、相対式ホーム2面2線の高架駅である。
バンク・ネガラ駅との連絡通路は駅南側と繋がっている。

### のりば
| 1 | 3 アンパン線、4 スリ・プタリン線 | ティティワンサ、スントゥル・ティモール方面     |
| 2 | 3 アンパン線                     | マルリ、アンパン方面                           |
| 2 | 4 スリ・プタリン線               | バンダル・タシッ・スラタン、プトラ・ヘイツ方面 |

## 駅周辺
- KLそごう
- バンク・ネガラ駅
- トゥンク・アブドゥル・ラーマン通り（英語版）
- CIMB銀行
- ユナイテッド・オーバーシーズ銀行
- コリセウム・シアター（英語版）
- クアラルンプール市庁舎（英語版）

## バス路線
全てバスラピドKLの運行。
- B101 : ティティワンサ - LRTマスジット・ジャメ - KLセントラル - ティティワンサ
- B111 : LRTマルリ - KLモノレール チョウ・キット - LRTマルリ

## 隣の駅
ラピドKL
3 アンパン線、4 スリ・プタリン線
スルタン・イスマイル駅 (AG5・SP5) - バンダラヤ駅 (AG6・SP6) - マスジット・ジャメ駅 (AG7・SP7)